# معشر

عشاري منتظم

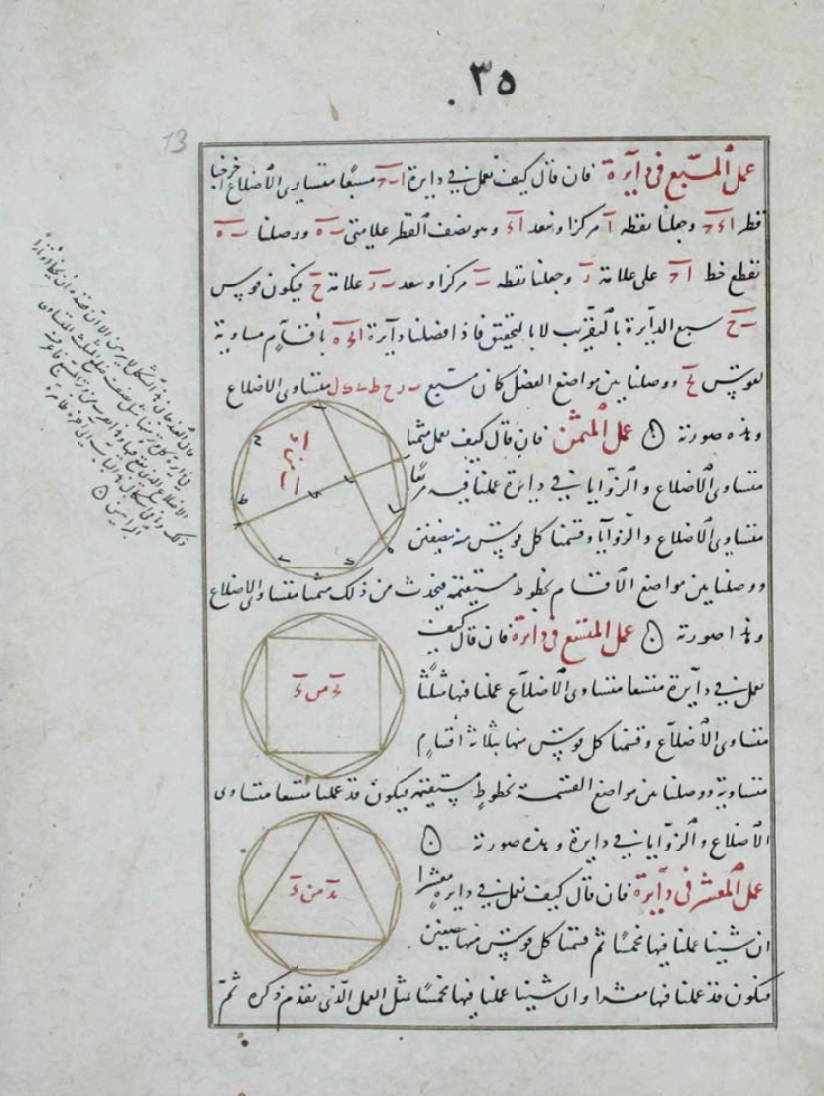
الصفحة 35 من كتاب فيما یحتاج إليه الصانع من أعمال الهندسة لأبي الوفاء البوزجاني حيث يذكر فيها كيفية رسم معشر في دائرة

المُعَشَّر أو عُشَارِيّ الأَضْلاَعِ أو العُشَارِيّ أو العَشرز هو، في الهندسة الرياضية، مضلع له عشرة أضلاع، وغالباً ما يرمز إلى العشاري المنتظم بحيث تكون أطوال جميع أضلاعه متساوية وجميع زواياه متطابقة بزاوية 144°.
تعطى مساحة العشاري المنتظم ذو طول الضلع a بالعلاقة:
{\displaystyle A={\frac {5}{2}}a^{2}\cot {\frac {\pi }{10}}={\frac {5a^{2}}{2}}{\sqrt {5+2{\sqrt {5}}}}\simeq 7.694208843a^{2}.}

## إنشاء العشاري المنتظم
طريقة إنشاء المضلع العشاري المنتظم باستخدام الفرجار والمسطرة.